# 眭谦
眭谦（1966年10月—），字卬菭，号伯昏子，斋名由枿斋，江苏镇江人，中国诗人，清华大学城市品牌研究室副主任。北京外国语大学俄语专业毕业。

## 作品
出版诗集《萍风集》、《由枿斋吟稿》，译作有《莪默绝句集译笺》。